# Mona Knox
Mona O. Knox (geb. am 1. Mai 1929 in Chickasha, Oklahoma; gest. am 11. Juni 2008 in Los Angeles) war eine US-amerikanische Filmschauspielerin und Model.

## Schauspielkarriere
Knox spielte zwischen 1950 und 1960 in insgesamt dreißig Film- und Fernsehproduktionen mit, wobei sie meist Neben- oder Statistenrollen verkörperte. Nach 1960 trat sie noch in den Produktionen Rosemaries Baby (1968) und Die Söhne des Donners (1999) auf.

## Privatleben
Knox heiratete am 6. August 1960 den Gynäkologen Leslie Spicer in Encino, Los Angeles. Die Ehe wurde bereits am 14. Dezember 1961 wieder geschieden; aus der Beziehung ging ein Sohn hervor.

## Wissenswertes
Für die Werbekampagne des Films Aladdin and His Lamp (1952) wurde Knox trotz ihrer im Film reinen Statistenrolle als Sita, unter dem Titel „One of the Worlds Most Gorgeous Harem Beauties...“ („Eine der umwerfendsten Haremsschönheiten der Welt...“) zu einem der Gesichter der Kampagne, neben Sue Casey, Carol Varga und Peggy Deegan.

## Filmografie
- 1950: Die Männerfeindin (unerwähnt)
- 1950: Tarzan und das Sklavenmädchen (1950) – Sklavin (unerwähnt)
- 1950: Das skandalöse Mädchen (unerwähnt)
- 1951:  Stählerne Schwingen (Flying Leathernecks) (1951) – Annabelle (unerwähnt)
- 1951: Sunny Side of the Street (1951) – Bathing Girl (unerwähnt)
- 1951: Reunion in Reno (1951) – Ruthie (unerwähnt)
- 1951: Drei Frauen erobern New York (1951) – Showgirl (unerwähnt)
- 1951: Footlight Varieties (1951) – Strandmädchen (unerwähnt)
- 1952: Your Jeweler's Showcase (Fernsehserie) – Susanne Marston
- 1952: Die größte Schau der Welt (1952) – Mona (unerwähnt)
- 1952: Kid Monk Baroni – (June Travers)
- 1952: Die Spielhölle von Las Vegas (1952) – Wechselmädchen (unerwähnt)
- 1952: Gruen Guild Playhouse (Fernsehserie)
- 1952: Eight Iron Men (unerwähnt)
- 1952: Thundering Caravans (Alice Scott)
- 1952: Hollywood Opening Night (Fernsehserie)
- 1952: Space Patrol (Fernsehserie) – Lanya,
- 1952: Aladdin and His Lamp – Sklavin (unerwähnt)
- 1952: Hold That Line – Katie Wayne
- 1952: Kid Monk Baroni – June Travers
- 1952: Thundering Caravans – Alice Scott
- 1952: Army Bound – Gladys
- 1952: Eight Iron Men – Girl in Daydream (unerwähnt)
- 1953: Jalopy – Tanzpartnerin
- 1953: In jedem Hafen eine Braut (All Ashore) (unerwähnt)
- 1953: The Girl Next Door – Smitty (unerwähnt)
- 1953: The Files of Jeffrey Jones (Fernsehserie)
- 1954: The Pepsi-Cola Playhouse (Fernsehserie)
- 1955: Flugten til Danmark – Kathe Solotkin
- 1955: Hold Back Tomorrow – Escort Girl
- 1957: Matinee Theatre  (Fernsehserie)
- 1959: Mutter ist die Allerbeste (Fernsehserie)
- 1960: New Comedy Showcase
- 1960: Chicago 1930
- 1968: Rosemaries Baby – Mrs. Byron (unerwähnt)
- 1999: Die Söhne des Donners (Sons of Thunder), Fernsehserie